# Giovanni Morelli (memorialista)
Giovani di Pagolo Morelli (Firenze, 1371 – Firenze, 1444) è stato un politico e scrittore italiano.

## Biografia
Giovanni di Pagolo Morelli nacque a Firenze nel 1371 da un'antica e ricca famiglia guelfa di mercanti di lana. 
Rimasto orfano in giovane età, Giovanni continuò la tradizione di famiglia iscrivendosi all'Arte della lana; fu tintore, ma si occupò anche di commercio e di cambio di valuta. La sua attività politica lo vide gonfaloniere dell'Arte della lana nel 1409, priore nel 1427, gonfaloniere di giustizia nel 1441. Qualche anno più tardi, nel 1444, morì a Firenze.

## IRicordi
Nel 1393 iniziò la stesura dei Ricordi, libro di famiglia ove si narra la storia del casato dei Morelli dalle origini (XII secolo) al 1411; nel 1421 venne aggiunto un semplice accenno alla morte del figlio Antoniotto. Attraverso questa cronaca privata non pensata per la pubblicazione è possibile ricostruire le vicende fiorentine del tempo e soprattutto la situazione familiare di Giovanni.
La famiglia Morelli risulta in origine proprietaria di terre nella zona del Mugello (la notizia non è tuttavia certa, ed è possibile che Giovanni l'abbia introdotta per nobilitare le proprie origini), da cui si trasferisce, verso la fine del XII secolo, a Firenze. Qui i Morelli divengono tintori, per esercitare poi il prestito di denaro; dalla prima metà del XIV secolo sono soprattutto mercanti.
Accumulata così una discreta ricchezza, i Morelli tornano ad investire in beni immobili. Alla fine del Trecento, secondo la testimonianza di Giovanni, il loro patrimonio risulta costituito da: proprietà immobiliari (terre nel Mugello, case in Firenze), capitale liquido, i proventi derivati dal commercio del guado (i Morelli avevano costituito una compagnia per svolgere questo traffico), dall'attività di tintori e lanaioli, e dall'usura (piccoli e grandi prestiti a privati, e prestiti pubblici ad alto interesse).

### Edizioni
- Cronica pubblicata in Ricordano Malespini: Istoria fiorentina. Coll'aggiunta di Giachetto Malespini e la Cronica di Giovanni Morelli. G. G. Tartini e S. Franchi, Firenze 1718